# Kevin Quinn
Kevin Quinn (Chicago, 21 maggio 1997) è un attore e cantante statunitense.
È conosciuto principalmente per aver interpretato Xander nella serie televisiva Summer Camp e Zac nel film per la televisione Adventures in Babysitting su Disney Channel.

## Biografia
Nato a Chicago e cresciuto a Wilmette, in Illinois, Kevin è figlio di Brian Quinn, commercialista esecutivo, e Tamara Quinn, fondatrice del Pulling Down the Moon. Ha una sorella gemella.
Una volta cresciuto, Kevin Quinn ha iniziato a recitare in diverse produzioni teatrali nel teatro per bambini di Winnetka, una delle società teatrali meno conosciute nei pressi della sua città natale. Nel 2013 partecipa come concorrente nella 12 stagione di American Idol. La sua carriera professionale da attore nasce dal 2014 partecipando come guest star in alcune puntate di Chicago P.D. e Shameless.
Dal 2015 l'attore viene scelto da Disney Channel per interpretato il personaggio di Xander nella serie televisiva Summer Camp e dal 2016 appare nel film per la televisione Adventures in Babysitting, remake di Tutto quella notte del 1987, con le attrici Sabrina Carpenter e Sofia Carson.
Nel 2016 presta la sua voce doppiando il personaggio di Gula nel film Kingdom Hearts χ Back Cover, titolo della saga videoluodica Kingdom Hearts.
Nel 2018 partecipa alla serie Champions.
Nel 2021 è uno dei protagonisti nel film di Netflix A week away.

## Filmografia

### Cinema
- Hubie Halloween, regia di Steven Brill (2020)
- A week away, regia di Roman White (2021)

### Televisione
- Chicago P.D. - serie TV, episodio 2x02 (2014)
- Shameless - serie TV, episodio 5x02 (2015)
- Summer Camp (Bunk'd) - serie TV, 40 episodi (2015-2017)
- Adventures in Babysitting - film TV (2016)
- Champions - serie TV, 2 episodi (2018)

## Doppiaggio
- Kingdom Hearts HD 2.8 Final Chapter Prologue, regia di Tetsuya Nomura (2017)

## Televisione
- American Idol - programma televisivo, concorrente (2013)

## Doppiatori italiani
Nelle versioni in italiano dei suoi prodotti, Kevin Quinn è stato doppiato da:
- Manuel Meli in Summer Camp, Adventures in Babysitting
- Jacopo Cinque in A week away